# UZB – Bets
Die UZB – Bets war eine Dampflokomotive der Ungarischen Zentralbahn (UZB) Österreich-Ungarns.
Die Lokomotive wurde von der Lokomotivfabrik der WRB 1846 geliefert.
Sie bekam den Namen „BETS“ (alte ungarische Schreibweise für Wien).
Ihr technischer Aufbau folgte George Stephenson insofern als die Siederohre im Vergleich zur „Patentee“-Type (vgl. etwa LEG – Adler und Pfeil, kurz: „Adler“) verlängert wurden, damit die hohe Temperatur der Heizgase besser ausgenutzt werden konnte.
Der Nachteil dieser Konstruktion war ein extrem unruhiger Lauf durch die großen vorderen und hinteren Überhänge.
Daher baute John Haswell, damals Leiter der Lokomotivfabrik der WRB, auch nur dieses eine Stück.
Als 1850 die UZB in der k.k. südöstlichen Staatsbahn (SöStB) aufging, bekam die „BETS“ die Betriebsnummer 14.
Als dann 1855 die SöStB an die Staats-Eisenbahn-Gesellschaft (StEG) verkauft wurde, erhielt die Maschine die Betriebsnummer 70.
Sie wurde 1865 ausgemustert.